# Flaga Republiki Kałmucji
Flaga Republiki Kałmucji – złota barwa symbolizuje słońce, wiarę i naród. Błękit odzwierciedla niebo, wieczność i wytrwałość. W centrum znajduje się kwiat lotosu – symbolizuje on szczęście, duchowość i czystość. Cztery dolne płatki, to cztery strony świata, a pięć górnych – pięć kontynentów. Razem symbolizują wolę Kałmuków życia w przyjaźni i współpracy z innymi narodami.
Przyjęta 30 lipca 1993 roku. Proporcje 1:2.
W NHR na miejscu 151.